# Ray Ozzie
Ray Ozzie (nascut el 20 de novembre de 1955) és un empresari estatunidenc d'indústria de programari que més recentment va servir com Arquitecte Cap de Programari de Microsoft. Abans de Microsoft, era més conegut pel seu paper en la creació del Lotus Notes.

## Biografia
Es va criar a Chicago, Illinois, traslladant-se més tard a Park Ridge, Illinois i es va graduar a la Maine South High School el 1973, on va aprendre a programar en un ordinador central GE-400 i feia treballs tècnics en produccions de teatre escolar.
Va rebre la seva llicenciatura en ciències de la computació el 1979 de la Universitat d'Illinois a Urbana-Champaign, on va treballar en el sistema PLATO (Programmed Logic for Automated Teaching Operations), i va començar la seva carrera treballant a Data General Corporation, on va treballar per a Jonathan Sachs. Després de sortir de Data General, Ozzie va treballar a Software Arts de Dan Bricklin i Bob Frankston, els creadors de VisiCalc, en aquell producte i en el TK Solver. Poc després, va ser reclutat per Sachs i Mitch Kapor a treballar per a Lotus Development, per desenvolupar el que es va convertir en Lotus Symphony. Ozzie va deixar Lotus Development el 1984 i va fundar Iris Associates per crear el producte més tard venut per Lotus com Lotus Notes. Iris Associates va ser adquirida per Lotus el 1994, i Lotus mateixa va ser adquirida per l'IBM el 1995.
Ozzie va treballar allà durant diversos anys abans de sortir per formar Groove Networks. Groove va ser adquirida per Microsoft el 2005, on Ozzie es va convertir en un dels tres executius tècnics principals. Aquest mateix any, va escriure un memoràndum intern de set pàgines, cinc mil paraules, titulat «The Internet Services Disruption» (La interrupció de serveis d'Internet): «És clar que si fracassem a fer això, el nostre negoci tal com el coneixem està en perill... Hem de respondre ràpida i decisivament».
El 15 de juny de 2006, Ozzie es va fer càrrec del paper d'arquitecte cap de programari de Bill Gates.
L'octubre de 2009 va fundar «FUSE Labs» (Experiències Socials Futures) dins de Microsoft, per centrar-se en la innovació al voltant d'experiència de la futura web social.
Ozzie va anunciar els seus plans de renunciar al seu paper a Microsoft el 18 d'octubre de 2010 i el seu dia final va ser el 31 de desembre de 2010.